# Guadalupe (Arizona)
Guadalupe ist eine Kleinstadt im Maricopa County des US-Bundesstaats Arizona.
Das U.S. Census Bureau hat bei der Volkszählung 2020 eine Einwohnerzahl von 5322 ermittelt.

## Geographie
Die nur zwei Quadratkilometer große Stadt Guadalupe liegt an der Interstate 10.